# Solomon (pianista)
Solomon Cutner (ur. 6 sierpnia 1902 w Londynie, zm. 22 lutego 1988 tamże) – brytyjski pianista, znany zwłaszcza jako wykonawca muzyki Johannesa Brahmsa i Ludwiga van Beethovena. W działalności artystycznej nie używał nazwiska i znany był jako Solomon.

## Życiorys
Był cudownym dzieckiem — pierwsze występy publiczne dał w wieku niespełna 10 lat. Uczył się u Mathilde Verne, uczennicy Klary Schumann i u Lazare'a Lévyego. Występując jako nastolatek wykonywał z powodzeniem m.in. I Koncert fortepianowy b-moll Czajkowskiego i I Koncert fortepianowy d-moll Brahmsa, utwory stawiające przed pianistą ogromne wymagania techniczne i interpretacyjne.
W wieku kilkunastu lat przerwał występy by kontynuować studia. Po powrocie na estradę koncertował w Wielkiej Brytanii i za granicą, wykonując przede wszystkim utwory Beethovena, Brahmsa, Chopina, Schumanna i Schuberta. W 1939 w Nowym Jorku był pierwszym wykonawcą Koncertu fortepianowego B-dur Arthura Blissa. W czasie II wojny światowej dawał liczne występy dla żołnierzy.
Po wojnie nadal koncertował w Europie, Ameryce i Australii. Podpisał w tym czasie z EMI kontrakt na nagranie wszystkich 32 sonat fortepianowych Beethovena, z których nagrał 18. Karierę Solomona przerwał w 1956 wylew krwi do mózgu, który spowodował paraliż i wyłączenie z aktywności zawodowej do końca życia.

## Znaczenie
Wykonawstwo Solomona charakteryzowała wierność zapisowi utworów, prostota i umiar środków oraz nienaganna technika. Legendarne były jego wykonania koncertów i utworów solowych Brahmsa oraz sonat Beethovena, zwłaszcza Sonaty cis-moll op. 27 nr 2 (zwanej Księżycową).

## Nagrania
- I Koncert fortepianowy b-moll Czajkowskiego
- oba koncerty fortepianowe Brahmsa
- koncerty i sonaty fortepianowe Beethovena
- Koncert fortepianowy B-dur Blissa
- koncerty fortepianowe Mozarta (KV 450, 488, 491)
- 25 wariacji i fuga nt. Haendla op. 24 Brahmsa
- Karnawał op. 9 Schumanna
- utwory Chopina, Bacha, Scarlattiego i in.